# Environnement en Palestine
L'environnement en Palestine est l'environnement (ensemble des éléments - biotiques ou abiotiques - qui entourent un individu ou une espèce et dont certains contribuent directement à subvenir à ses besoins) de la Palestine.

## La biodiversité en Palestine

### Milieux

#### Climat
Le climat des zones côtières dans la bande de Gaza peut être très différent de celui des zones montagneuses en Cisjordanie et à Jérusalem, particulièrement pendant les mois d'hiver.
Gaza a un climat chaud, semi-aride ou méditerranéen avec des hivers doux et secs, et des étés chauds. Jérusalem possède un climat méditerranéen et dans une moindre mesure un montagnard. Il est marqué par une forte chaleur et une forte aridité en été. Seuls, quelques mois en hiver sont humides. La neige peut survenir autour de Jérusalem. Jéricho et la vallée du Jourdain au nord de la Mer Morte ont un climat désertique chaud.

#### Cours d'eau

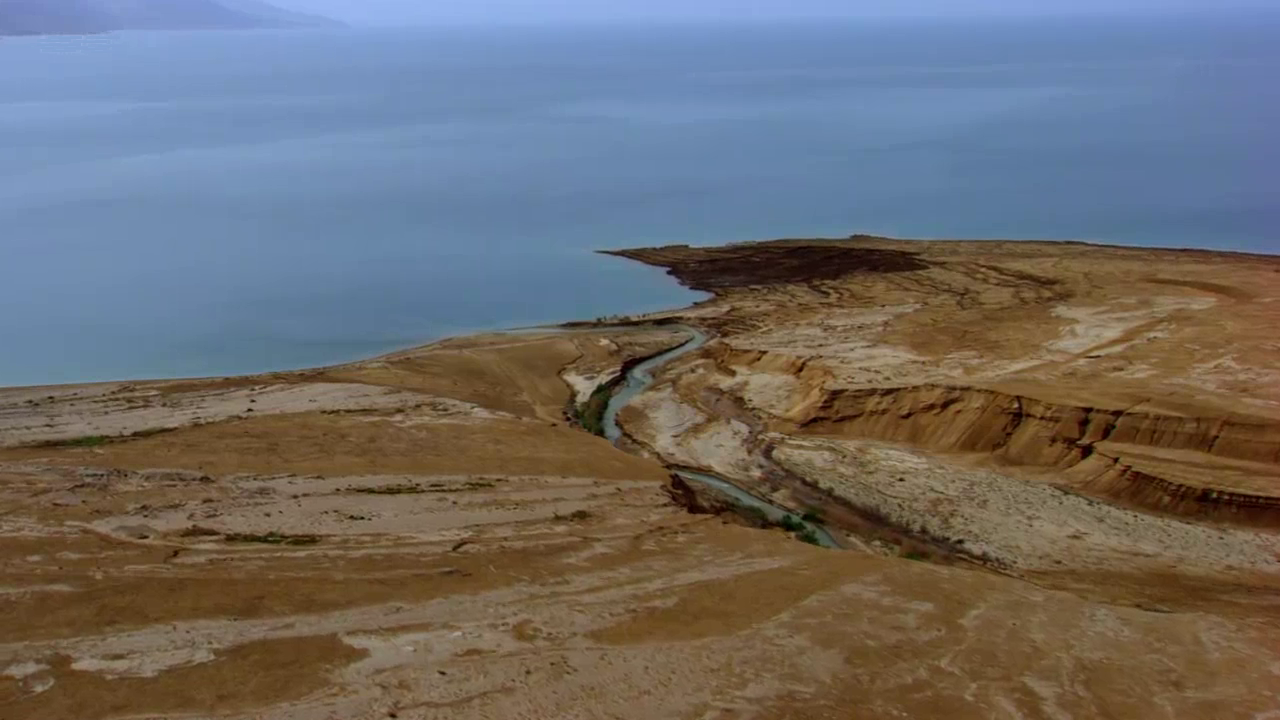
Le Jourdain, qui a donné son nom à la Cisjordanie, se jette dans la mer Morte à l'altitude de −421 mètres.

- La rivière Bésor se jette dans la Méditerranée après avoir traversé la bande de Gaza.
- Le Jourdain s'écoule sur 360 km et sa vallée est la plus basse du monde puisqu'il rejoint la mer Morte à l'altitude de −421 mètres sous le niveau des océans.

## Impacts sur les milieux naturels

### Activités humaines

#### Agriculture et sécurité alimentaire
L'activité agricole permet la production et l'exportation de roses et de palmiers. Les palestiniens plantent également amandiers, oliviers, aubergines, tomates, concombres...
En raison des politiques israéliennes qui privent les habitants de Cisjordanie de leurs terres depuis plusieurs décennies, des milliers de Palestiniens ont renoncé au fil des ans à cultiver leurs terres, se tournant plutôt vers d’autres emplois en Israël ou dans les colonies, notamment dans le secteur de la construction – et ce, au détriment de la sécurité alimentaire palestinienne.

#### Pêche et chasse
Les pêcheurs palestiniens ont interdiction par la marine israélienne d’aller au-delà de 6 milles marins (environ 11 km) des côtes où nagent des bancs de poissons plus nombreux et plus sains.

### Pollutions

#### La pollution de l'eau
La pollution de la côte et des nappes phréatiques de Gaza a gravement empiré depuis que les stations d’épuration de l’enclave palestinienne sont à l’arrêt, faute d’électricité. Les 100 000 mètres cubes d’eaux usées rejetées quotidiennement dans la Méditerranée polluent aussi la côte israélienne.

#### La gestion des déchets
Toute la mer Méditerranée est concernée par une pollution massive des côtes israéliennes, gazaouies et égyptiennes. Les côtes orientales de la mer sont touchées par le fléau des sacs plastiques - dix fois plus que celles de l’ouest, selon l’ONG israélienne EcoOcean. Une catastrophe compte tenu de la transformation en microparticules des différents composants plastiques.

### Impacts de l'urbanisation

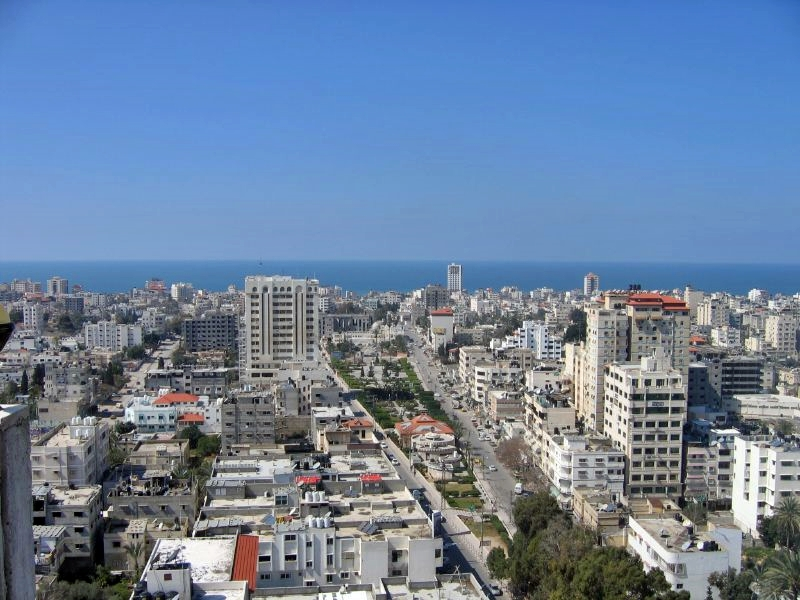
Ville de Gaza (2009).

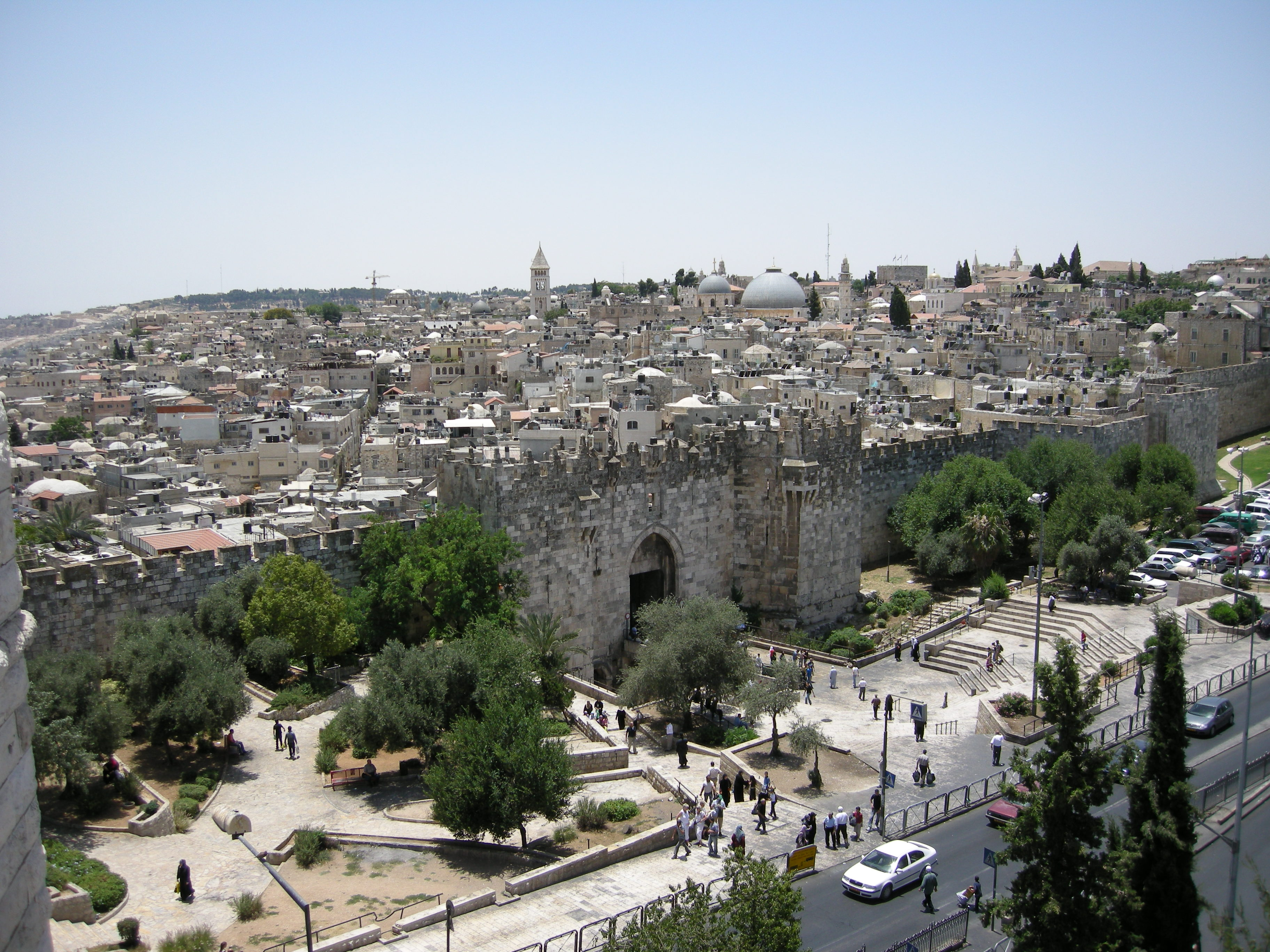
Porte de Damas à Jérusalem-Est.

| Ville         | Population (2017) | Région        |
| ------------- | ----------------- | ------------- |
| Gaza          | 590 481           | Bande de Gaza |
| Jérusalem-Est | 281 163           | Cisjordanie   |
| Khan Younès   | 205 125           | Bande de Gaza |
| Hébron        | 201 063           | Cisjordanie   |
| Jabaliya      | 172 704           | Bande de Gaza |
| Rafah         | 171 899           | Bande de Gaza |
| Naplouse      | 156 906           | Cisjordanie   |
| Beit Lahiya   | 89 838            | Bande de Gaza |
| Deir el-Balah | 75 132            | Bande de Gaza |
| Tulkarem      | 64 532            | Cisjordanie   |
| Bethléem      | 30 000            | Cisjordanie   |